# ۲ شعبان
۲ شعبان، دومین روز از ماه شعبان در تقویم هجری قمری است.
در تقویم هجری قمری قراردادی این روز دویست و نهمین روز سال است.

## وقایع
- ۲ - واجب شدن روزه ماه رمضان

## زادگان
- ۳۹۶ - خواجه عبدالله انصاری دانشمند و عارف مسلمان